# Balsam

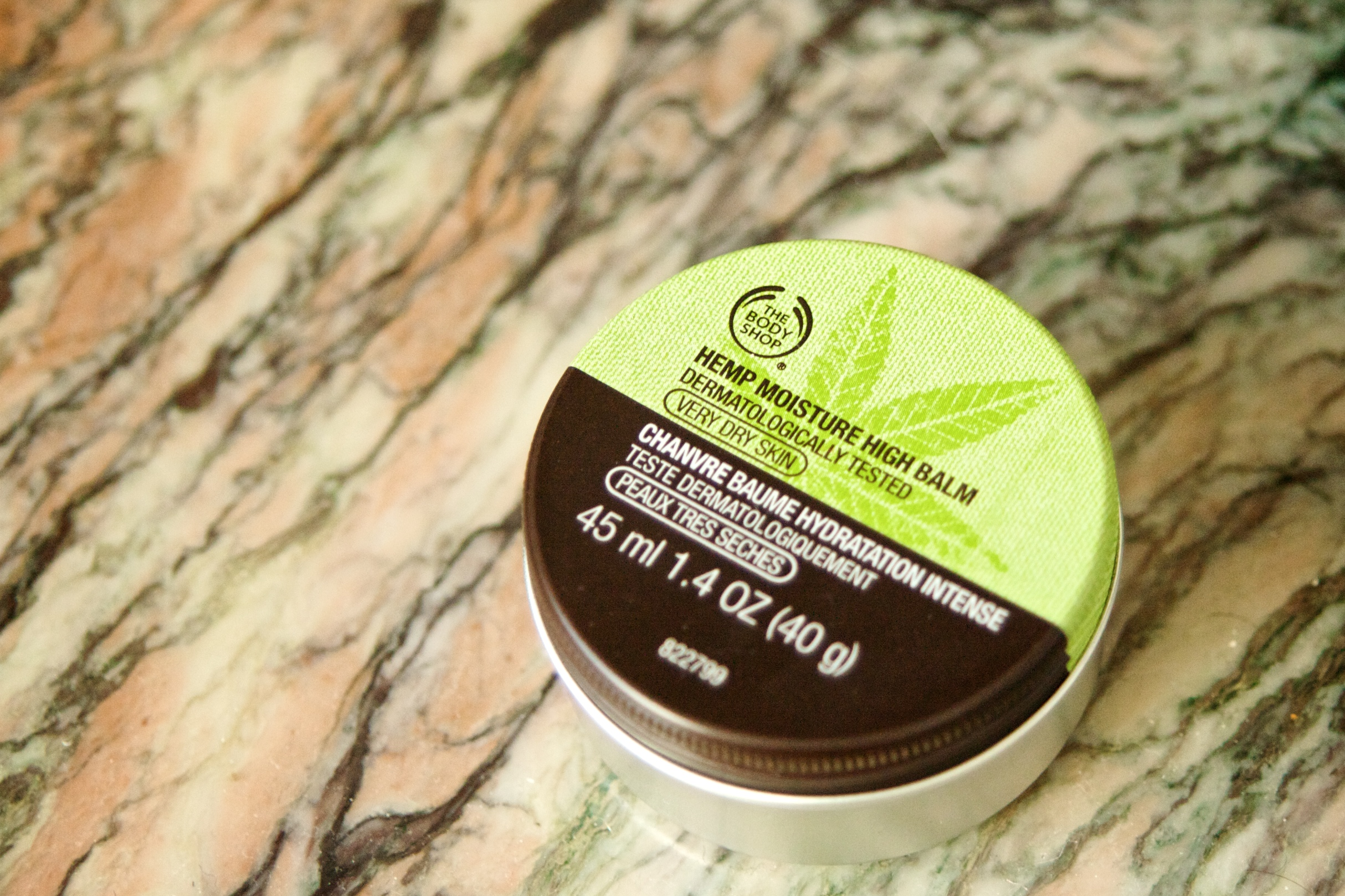
Balsam

Balsam (łac. balsamum) – naturalny roztwór żywic w olejkach eterycznych, wydzielany przez drzewa w przewodach żywicznych. Używany w przemyśle kosmetycznym (do pielęgnacji ciała), farmaceutycznym, ma też zastosowanie techniczne (np. balsam z jodły balsamicznej używany jest w mikroskopii).

## Balsam do ciała
Balsam do ciała to preparat miejscowy o niskiej lepkości, przeznaczony do stosowania na skórę. Natomiast kremy i żele mają wyższą lepkość, zwykle z powodu mniejszej zawartości wody.